# Помпеи, Джироламо
Джироламо Помпеи (итал. Girolamo Pompei; 18 апреля 1731, Верона — 4 февраля 1788, Верона) — итальянский писатель, поэт, переводчик с древнегреческого и латыни.
Родился в знатной семье. Дебютировал в 1764 году сборником «Пасторальные песни, а также некоторые идиллии Феокрита и Мосха» (итал. Canzoni pastorali con alcuni idilli di Teocrito et di Mosco), в 1779 г. выпустил второй поэтический сборник «Новые песни, гимны, сонеты и переводы» (итал. Nuove canzoni, inni, sonetti e traduzioni), посмертно издан также сборник оставшихся в рукописях сонетов (1818). Автор трагедий на древнегреческие сюжеты «Гипермнестра» (1767) и «Каллироя» (1769). В 1772—1773 гг. издал итальянский перевод «Сравнительных жизнеописаний» Плутарха, переиздававшийся вплоть до 1940 г., поскольку, как отмечал в 1935 г. критик Карло Калькатерра, хотя и «монотонный, и неточный, и часто грубый, как все переводы Плутарха, долгое время оставался наименее неудачной из его итальянских версий». В 1785 г. вышел его перевод «Героид» Овидия.
Собрание сочинений Помпеи издано посмертно в 1790—1791 гг. Учеником его был Ипполито Пиндемонте.